# Aett
L’aett, ou ætt (prononcé ['æ:t] en vieux norrois), était un groupe social scandinave basé sur des liens de parentés ou sur une acceptation formelle par le biais d’un Thing. C’est également le nom des familles de runes utilisé en runologie.

## Histoire
En l’absence de force de police dans la société norroise, la principale force de sécurité était le clan, dans la mesure où ses membres avaient l’obligation de se venger entre eux. Le clan norrois n’était pas lié à un territoire particulier comme l’était le clan écossais. Le nom d’un clan était issu de celui de son fondateur, souvent augmenté du suffixe -ung ou -ing.
Au fur et à mesure de l’émergence d’un gouvernement central en Scandinavie, l’ætt perdit son intérêt pour les gens du peuple. Il resta cependant en usage au sein de la noblesse et de la royauté en tant que nom de lignage ou de dynastie.
Exemples de clans :
- Wægmunding, dans Beowulf ;
- Ylfing ou Wulfing dans Beowulf et les sagas ;
- Scylfing (Yngling) ;
- Skjöldung (Scylding) ;
- Völsung.

## Runologie
En runologie, un ætt est une des trois familles de huit runes du vieux Futhark : l’ætt de Freyr est fuþarkgw, celui de Heimdall est hnijïpzs et celui de Týr est tbemlŋdo. Ce terme s’applique aussi aux trois familles de six runes des runes d'Armanen.